# Slaget vid Novara (1849)
Slaget vid Novara, även kallat slaget vid Bicocca, var ett fältslag som ägde rum mellan den 22 och 23 mars 1849 under  första italienska frihetskriget. Slaget utkämpades vid staden Novara i Piedmonte mellan en sardinsk armé på 47 500 man, ledd av den polske generalen Wojciech Chrzanowski, och en österrikisk på 75 000 man under befäl av fältmarskalken Josef Radetzky. Österrikarna vann en avgörande seger, vilket tvingade de italienska staterna att omgående sluta fred med kejsaren.  

### Webbkällor
Britannica.com: Slaget vid Novara (1849) (på engelska)